# École Bird
L'école Bird, est une école  internationale française dans le quartier Ambohimiandra d'Antananarivo à Madagascar.

## Description
L'établissement primaire et secondaire enseigne de la maternelle  au lycée.
L’accueil des élèves s’effectue sur deux sites situés l’un à proximité de l’autre à Ambohimiandra, dans le deuxième arrondissement de la capitale.
Le collège et le lycée occupent les locaux du site initial, BIRD I.
L’école maternelle et l’école élémentaire sont regroupées sur le site récemment construit, BIRD II.
Ce dernier comporte des équipements spécifiques pour l’école maternelle: des grandes salles de classe, une salle de motricité, des salles de couchage, une bibliothèque (BCD), un réfectoire.
En 2023, il accueille près de 1150 élèves tous niveaux confondus..